# فرآیند آزموند

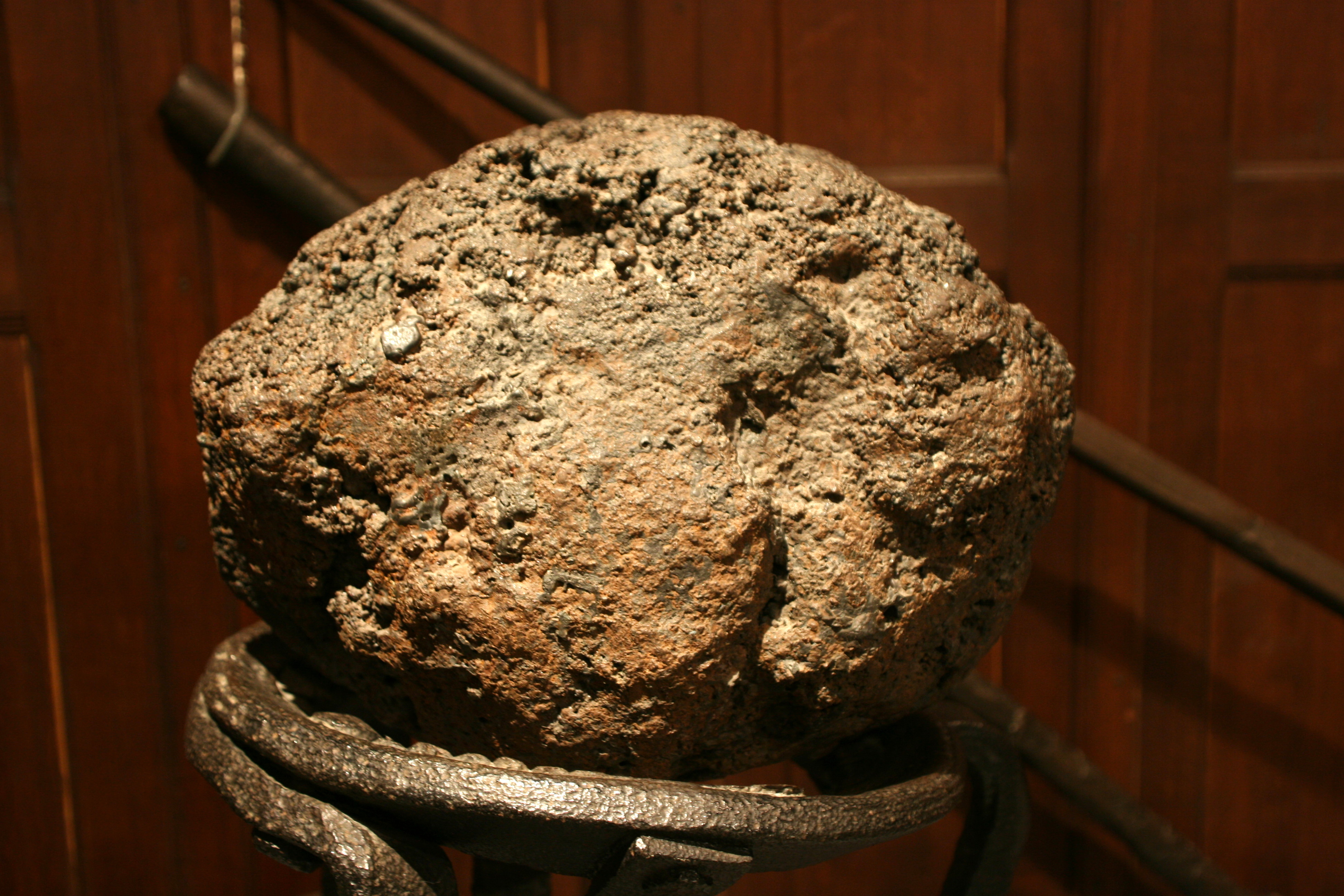
یک آهن آزموند

روش آزموند که گاهی اوقات به عنوان فرآیند osborn نامیده می شود، یک فرآیند یک مرحله ای تاریخی پالایش آهن خام به فولاد طبیعی است. برای تصفیه چدن از اولین کوره های بلند اروپایی، که در قرن دوازدهم در سوئد ظاهر شد. اسموندها از قرن سیزدهم تا سال 1620 که صادرات آنها توسط پادشاه سوئد ممنوع شد، گوی‌های آهنی تولید شده با این روش، با وزن مدرج و در سراسر اروپا به بازار می‌آمدند. .

## منشا کلمه
منشأ کلمه مبهم است، و مطمئن نیست که به طور سیستماتیک یک فولاد طبیعی را تعیین می کند، به عبارت دیگر از تصفیه چدن تولید شده در یک کوره بلند. با این حال، این فلز با شکل‌پذیری قابل‌توجهی مشخص میکند، که حاکی از تمیزی متالورژیکی و سطح کربن پایین است که به سختی با بدست آوردن در کوره بلند بدست می آید. هنگامی که اصطلاح ازموند به طور عینی تولید با کوره بلند سوئدی را واجد شرایط می کند، یک نام استثنایی است. بنابراین کوره بلندهای Osmond توسط نویسندگان آمریکایی به عنوان stuckofen متخصص در کاهش آهن مرداب معرفی شده اند، اما آنها تصریح می کنند که آنها "هیچ نامی از کوره ای با این نام و ساخته شدن و نامگذاری به این نام پیدا نکرده اند."
آهن ازموند با وزن تنظیم شده 300 تا 350 گرم 7 یا طبق منابع دیگر 1/24 لیسپوند (sv) یا 280 گرم 4 به سراسر اروپا صادر می شد. این گلوله های آهنی با نام اسموند به بازار عرضه می شد. 

## تاریخچه
آزموندها در اولین گزارش‌های گمرک انگلیسی،در سال 1325 ظاهر می‌شوند. واحدهای وزنی که به ازموند اشاره دارند، در یک قرارداد تجاری در سال 1203 در نووگورود وجود دارد که به معنای تولید آهن ازموند از آن تاریخ است.
در پایان قرون وسطی، اسموندها را در دانزیگ و لوبک به وسیله سوئیفت به شکل میله‌هایی جعل می‌کردند و آهن را به این شکل به اروپا صادر می‌کردند. در دهه 1620، گوستاو دوم آدولف، پادشاه سوئد، صادرات آهن ازموند را به شکل گلوله‌ها ممنوع کرد، که بخش عمده ارزش افزوده محصول را پردازش میله‌ای تشکیل می‌داد. سپس بازاریابی ازموند ناپدید می شود.
محکم و انعطاف پذیر، آهن Osmond به ویژه برای کشیدن سیم مناسب بود همچنین به عنوان "آهن آزبورن" شناخته می شد که از آنجا در سراسر اروپا به شکل گلوله های آهنی به نام "ازموند" به فروش می رسید. سپس توسط بازرگانان انگلیسی که از قرن چهاردهم یک پست تجاری در آنجا داشتند و همچنین توسط هانزا به بریتانیای کبیر وارد شد.
فرآیند آهن ازموند از سال 1567 در ولز ثبت شده است. این روش همچنین در شهرستان لامارک، وستفالن و سوئیس مورد استفاده قرار گرفته است. در سال 1784، توصیفی که توسط مهندس آلمانی اورمن انجام شد، بر شباهت روش مورد استفاده در ولز با روش مورد استفاده در وستفالیا تأکید داشت. 

کوره آزموند

## فرآیند
آهن ازموند از ذوب آهن خام در یک اجاق باریک تر و عمیق تر از ظروف معمولی در آهنگری انگلیسی ساخته شد. منبع سوخت زغال چوبی که حرارت با دم از داخل لوله دمیده می شد. در ادامه آهن خام را همانن عکس در کوره قرار میدادند و شروع به ذوب شدن به صورت قطره ای میکرد و در میان ذغال سنگ های رشته ای در کوره میریخت که باعث میشد سرباره از آهن جدا شود همچنین پوششی ایجاد میکرد که در برابر اکسید شدن مقاوم شود. سپس منتظر میماند تا مقداری آهن خمیری شود و بعد دمش را قطع کرده و با کج کردن کوره سرباره را بیرون میریزند و همچنین با قاشقی که با سرعت دور خود میچرخد آهن آزموند را دور خود به صورت توپی جمع میکند.
فوت و فن هایی در این روش وجود دارد که تجربی بوده است مانند اینکه وقتی که سرباره رنگ خاکستری - قهوه ای دارد و سفت باشد نشان دهنده این است فرآیند کامل انجا نشده است یا اینکه اگر سرباره مایل به قرمز یا سبز باشد نشان میدهد اکسید شدن اتفاق افتاده و باید مذاب دوباره اضافه شود.  

این فرآیند با تأسیس کارخانه سیم‌کشی توسط ویلیام هامفری و دیگران در تینترن در سال 1566 به ولز معرفی شد. هامفری ترتیب داد تا یک سازنده متخصص آهن آزموند، کورسلت تینکاوس، را از جنوب غربی وستفالن بیاورد، جایی که تولید به سطح بالایی از مهارت فنی رسیده بود. تین‌هاوس در سال 1567 وارد ولز شد و در Rhydygwern در بخش Glamorgan از ارباب ماخن شروع به کار کرد. این جایی بود که اولین Machen Forge بود و ظاهراً او در آنجا آهن آزموند می ساخت. ظاهراً آهن به جای چکش tilt که معمولاً در فورج‌های ظریف است، با یک چکش helve ساخته می‌شد. این ماده خام برای سیم‌کاری در Tintern بود. آهن ازموند در قرن 18 در Pontypool ساخته شد تا سیم‌کارهای آنجا را تامین کند، و یکی از فورج‌های آنجا هنوز در قرن 19 'Osborn Forge' نامیده می‌شود.

## جستار های وابسته
ریخته گری
سرباره
آهن
متالوگرافی